# Преображение Господне (Калирахи)
„Преображение Господне“ (на гръцки: Ιερός Ναός Μεταμόρφωσης Σωτήρα) е средновековна православна църква край село Калирахи на остров Тасос, Егейска Македония, Гърция, част от Филипийската, Неаполска и Тасоска епархия на Вселенската патриаршия.

## История
Църквата е построена над старото село Какирахи на едноименния връх Метаморфоси и вероятно е остатък от метоха на светогорския Иверски манастир. Вляво от входа на църквата има надпис:
| „ | ΑΝΗΓΕΡΘΗ Ο ΘΕΗΟ C Κ(ΑΙ) ΠΑΝΣΕΠΤΟC ΝΑΟC ΤΟΥ ΑΓ(ΙΟΥ) Κ(ΑΙ) ΕΝ∆ΟΞΟΥ ΠΡΟΦΗΤΟΥ ΗΛΙΑ ∆ΙΑ CΗΝ∆ΡΟΜΗC ΚΕΞΟ∆ΟΥ ΠΑ ΠΑΚΑΛΟΙΩΑΝΟΥ CΥΝ ΤΗC ΑΥΤΟΝ ΧΟΡΑC ΛΟΥΚΑC ∆Ε ΤΟΥΝΟ ΜΑ ΕΚ Χ(Ρ)Υ(ΣΤΟΥ)ΠΟΛΗΝ ΗΚΟ∆Ο ΜΗCΕ ΤΑΥΤΗC ΕΤΟΥC 1299 | “ |

Втори повреден надпис има вдясно от входа, от който се четат само последните думи 1882 ΑΠΡΙΛΙΟΥ 20 – хронология, която вероятно се отнася за ремонта на по-стария храм. Във вътрешността на северната стена има икона на Благовещение с надпис „Αυτή εικων εγινεν διά δαπάνης Χατζη Νηκάνδρου Ιβηρίτη Ψαρά και αφιερούτε εις την εκκλησίαν της Μεταμορφώσεως 1883 ις χωρίον Καλληράχη“ (Тази икона се изписа с разподите на хаджи Никандрос Ивирит Псара и се приложи в църквата на Преображението 1883 в село Калирахи). На иконостаса от север са „Възнесение Илиево“ с надпис „Η ΜΥΡΟΦΟΡΟΣ ΑΝΑΒΑΣΙΣ ΤΟΥ ΑΓΙΟΥ ΠΡΟΦΗΤΟΥ ΗΛΙΟΥ ΤΟΥ ΘΕΟΣΒΙΤΟΥ. Αυτή η εκκλησία έγινεν ετεία από τον ευαγγελειστήν ελευθερίου ηδέ παρούσα εικόνα έγινεν διά δαπάνεις από τον Χατζέι Νήκανδρον ιβειρίτη Ψαράν 1882“, „Света Богородица Одигитрия“, „Христос Вседържител“, „Преображение Господне“ с надпис „Μεταμόρφωσις του Χριστού. Ευαγγελιστής Ελευθερίου δούλος του Θεού επιστάτης της Εκλισηας και Αργυροπούλου Αναγνώστου“ и „Свети Йоан Предтеча“ с надпис „Άγιος
Ιω Προδρόμου 188“.
Очевидно в Какирахи е имало църква „Свети Пророк Илия“, построена през 1299 година от Лукас Христополитис с разходите на отец Колоянис. Църквата вероятно е била изградена под върха и е разсипана в XIV век. При възстановяването на селото, ктиторският надпис е вграден в новия малък късновизантийски храм „Преображение Господне“, построен на върха. През 1882 година църквата е ремонтирана като е разрушен куполът и е изграден дървен покрив. Надписът на иконата на пророк Илия ни дава името на ктитора – Евангелистис Елевтериу, енорийски свещеник на Калирахи.
Първоначално храмът е кръстокуполен, като куполът е с покрив, подобно на храма „Свети Йоан Богослов“ във Вулгаро, метох на манастира Дионисиат. Външните размери са 7,40 / 4,25 m., площта му е 31,45 m2, а максималната височина на 2,78 m. На запад храмът е имал притвор, който е разрушен, но са западени очертанията му. Вратата е една. Храмът е нисък – в центъра е 1,90 m и 2,20 m в останалата част. Иконостасът достига тавана и има само един ред икони – една на северната стена и пет на иконостаса.
Апсидата на изток е скрита, като само основата леко се поддава от стената. Протезисът и диакониконът са полукръгли, а северната ниша е правоъгълна. Осветлението става от два малки прозореца на северната и южната стена, които първоначално не са имали стъкла. Покривът е двускатен с плочи.